# Provincia de La Unión
La provincia de La Unión es una de las ocho que conforman el departamento de Arequipa en el sur del Perú.
Limita por el norte con el departamento de Apurímac y con el departamento del Cusco, por el este y por el sur con la provincia de Condesuyos, y por el oeste con la provincia de Caravelí y el  departamento de Ayacucho.
Desde el punto de vista jerárquico de la Iglesia católica, forma parte de la prelatura de Chuquibamba en la arquidiócesis de Arequipa.

## Historia
La provincia fue creada mediante ley del 4 de mayo de 1835, en el gobierno del presidente Luis José de Orbegoso.

## Hidrografía
El río Cotahuasi, que atraviesa la provincia, da origen al cañón de Cotahuasi, que es el más profundo del mundo, alcanzando 3535 m de profundidad, según afirman investigadores.

## División administrativa
La provincia tiene una extensión de 4746,40 km². La sede de la municipalidad provincial se encuentra en Cotahuasi y se encuentra dividida administrativamente en once distritos o municipalidades distritales. Además, existen, al 2017, 442 centros poblados en el territorio. 
| Ubigeo | Distrito    | Capital   | Superficie (km²) | Población (2017) | Densidad (habs./km²) | # de centros poblados |
| ------ | ----------- | --------- | ---------------- | ---------------- | -------------------- | --------------------- |
| 040801 | Cotahuasi   | Cotahuasi | 166.5            | 2925             | 17.57                | 22                    |
| 040802 | Alca        | Alca      | 193.4            | 1849             | 9.56                 | 31                    |
| 040803 | Charcana    | Charcana  | 165.3            | 577              | 3.49                 | 25                    |
| 040804 | Huaynacotas | Taurisma  | 932.6            | 1913             | 2.05                 | 88                    |
| 040805 | Pampamarca  | Mungui    | 782.2            | 1122             | 1.43                 | 52                    |
| 040806 | Puyca       | Puyca     | 1501.0           | 2342             | 1.56                 | 109                   |
| 040807 | Quechualla  | Velinga   | 138.4            | 265              | 1.91                 | 31                    |
| 040808 | Sayla       | Sayla     | 66.6             | 319              | 4.79                 | 24                    |
| 040809 | Tauría      | Tauría    | 314.7            | 301              | 0.96                 | 12                    |
| 040810 | Tomepampa   | Tomepampa | 94.2             | 658              | 6.99                 | 13                    |
| 040811 | Toro        | Toro      | 391.4            | 556              | 1.42                 | 35                    |

## Población
La provincia tiene una población aproximada de 12 827 habitantes al 2017.

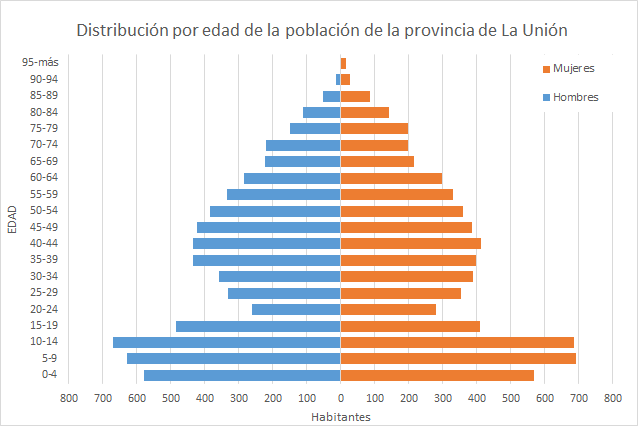
Población de la provincia por edades

En la pirámide de población, se puede apreciar el efecto de la migración que se da principalmente en los jóvenes de quince a treinta años además de la baja en la natalidad consecuente de esto.

## Capital
La capital de la provincia es la ciudad de Cotahuasi. 

## Autoridades

### Regionales
- Consejeros regionales
  - 2019-2022[3]

  1. Miguel Sebastián Guzmán Hinojosa (Alianza para el Progreso)
  2. Richard Ceferino Cervantes Garate (Fuerza Arequipeña)

### Municipales
- 2019-2022[3]
  - Alcalde: Jorge Luis Velázquez Llerena, de Fuerza Arequipeña.
  - Regidores:

  1. Iván Bladimiro Andía Chávez (Fuerza Arequipeña)
  2. Eulogio Rodríguez Gonzales (Fuerza Arequipeña)
  3. René Sergio Torres Bravo (Fuerza Arequipeña)
  4. Luisa Mendoza Valencia (Fuerza Arequipeña)
  5. Carlos Milton Mogrovejo Álvarez (Alianza para el Progreso)

## Festividades
- Virgen del Carmen
- Señor de la Exaltación
- Martín de Porres
- Inmaculada Concepción